# Ontario Lacus

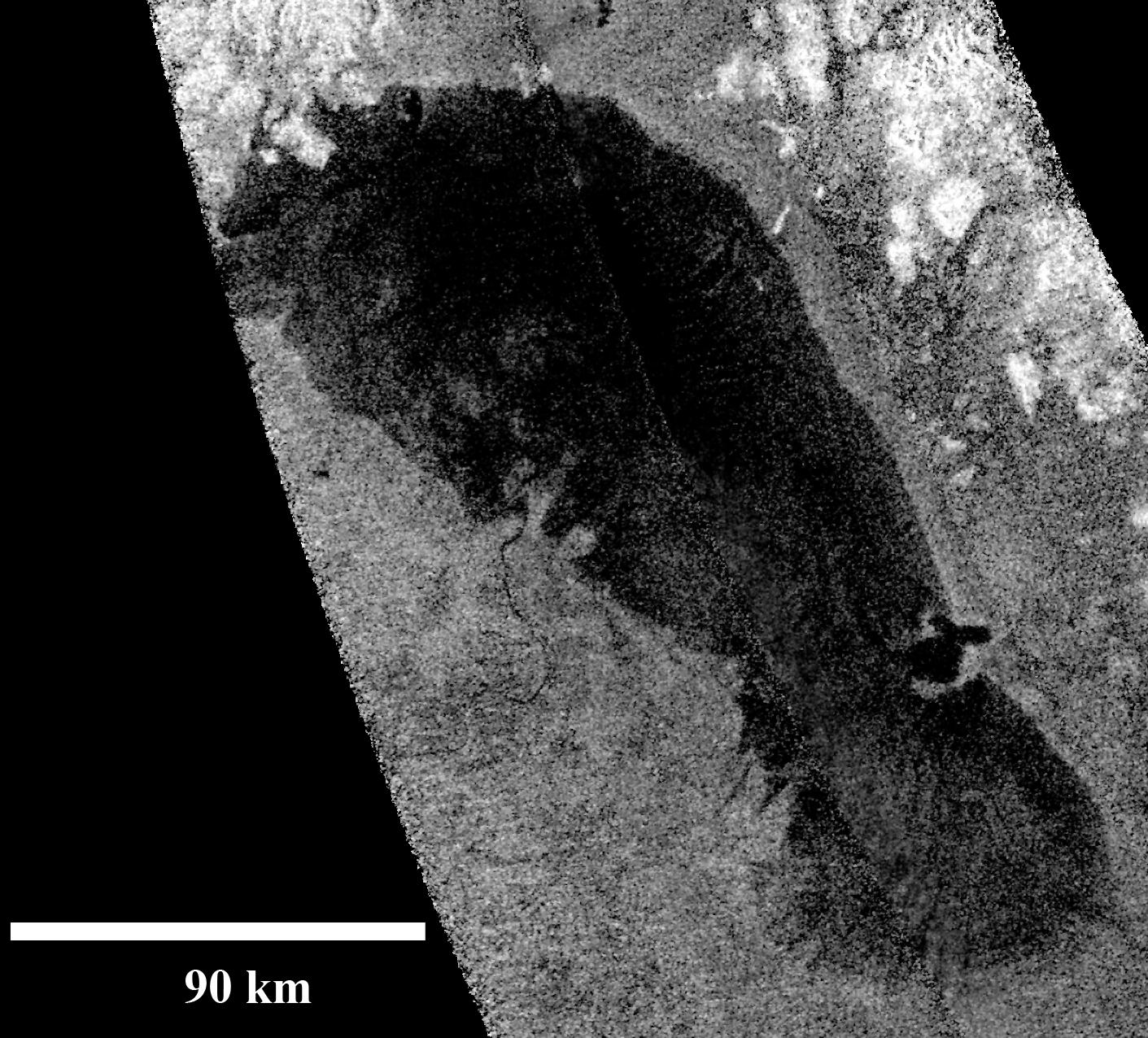
Radar-Abtastung des Ontario Lacus durch die Cassinisonde vom 12. Januar 2010.

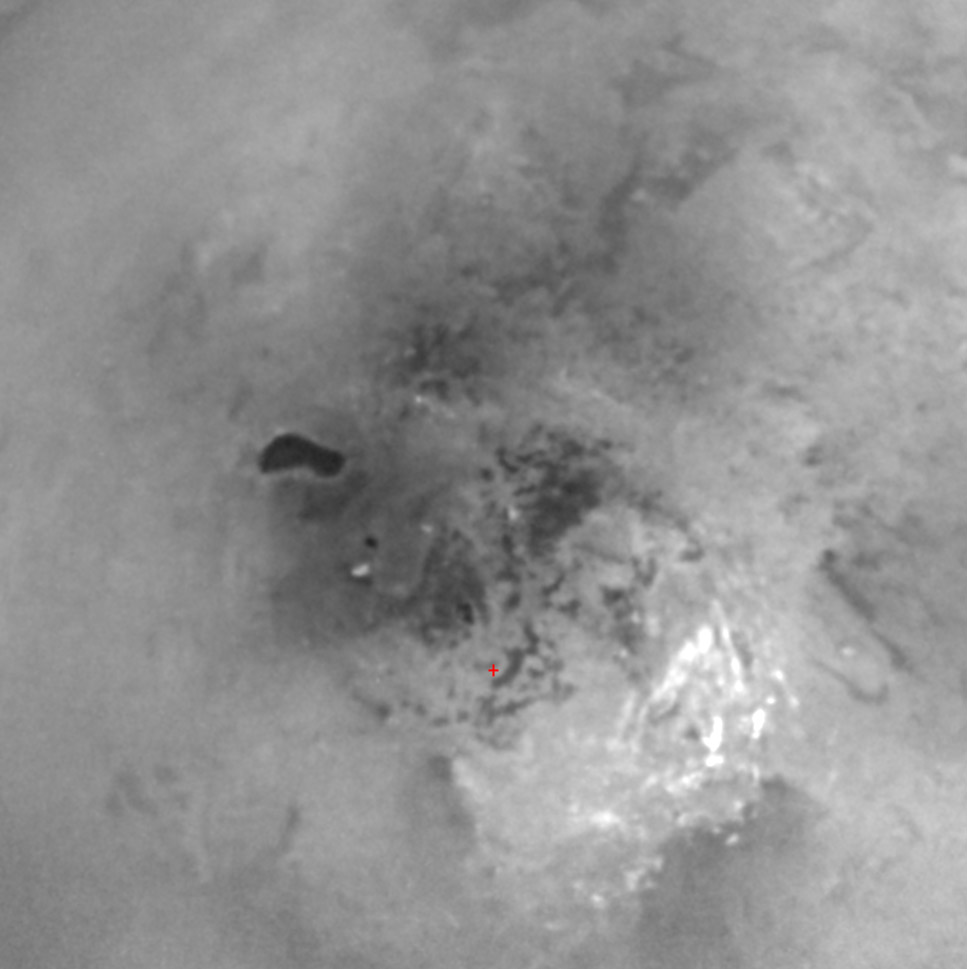
Infrarotaufnahme des Südpols des Titan. Ontario Lacus ist links der Mitte als dunkles Gebiet zu sehen.

Ontario Lacus ist ein Methan/Ethan-See nahe dem Südpol des Saturnmondes Titan. Als flüssiger Kohlenwasserstoff-See wurde Ontario Lacus durch Infrarot-Beobachtungen der Raumsonde Cassini am 31. Juli 2008 in der Zeitschrift Nature bestätigt. Ontario Lacus ist mit einer Fläche von ca. 15.000 km² in etwa so groß wie Schleswig-Holstein oder die Steiermark, und ist somit etwas kleiner als seine irdische Namensherkunft, der Ontariosee in Nordamerika.
Am 12. Januar 2010 nahm die Cassinisonde eine höher auflösende Radar-Abtastung des Ontario Lacus vor, welche zahlreiche bemerkenswerte Charakteristika aufzeigt. Das nördliche Ufer ist geprägt durch ca. 1 km hohe Hügel sowie überflutete Flusstäler. Eine gerade verlaufende, wellengeformte Küstenlinie, ähnlich der des südwestlichen Michigansees, kann im nordöstlichen Bereich beobachtet werden. Parallel zum gegenwärtigen Ufer verlaufende Linien könnten über längere Zeiträume durch niedrige Wellen geformt worden sein, welche wiederum vermutlich aufgrund von West- oder Südwestwinden entstehen. Die südöstliche Küste zeigt eine rundliche, weit in den See ragende Bucht.
Der mittlere Teil der westlichen Küste weist das erste beobachtete und gut ausgeprägte Flussdelta auf Titan auf. Ähnlich dem Rhone-Delta in der französischen Camargue, handelt es sich seiner Morphologie nach zu urteilen um ein wellendominiertes Delta, bei dem von höherliegenden Gebieten kommende flüssige Kohlenwasserstoffe auf ihrem Weg zum See ihre Flussrinne wechseln und so mindestens zwei Halbinseln geschaffen haben. Weitere Beispiele solcher Rinnenwechsel bzw. wellendominierter Deltas können auf der Erde am südlichen Ende des Albertsees in Afrika zwischen Uganda und der Demokratischen Republik Kongo sowie als Überreste des einstigen Binnenmeeres Mega-Tschad im Tschad gefunden werden.
Im Vergleich mit irdischen Gewässern ähnlicher Ausdehnung scheint Ontario Lacus auffallend seicht und glatt zu sein. Radar-Abtastungen im Juli 2009 und Januar 2010 ergaben eine durchschnittliche Tiefe von nur 0,4 bis 3,2 m bei einer Maximaltiefe von 2,9 bis 7,4 m. Dies würde zu einem geschätzten Volumen von nur 7 bis 50 km³ führen, weniger als ein Dreißigstel des irdischen Ontariosees. Jegliche zu den Messzeitpunkten vorhandenen Wellen auf Ontario Lacus sind des Weiteren höchstens 1 mm hoch, was entweder auf das völlige Fehlen von Wind, und/oder eine viskose, d. h. dickflüssige, Zusammensetzung der flüssigen Kohlenwasserstoffe im See deutet.
Nach neuesten Forschungen soll sich der Flüssigkeitsstand des Ontario Lacus wie in der Etosha-Pfanne mit der Höhe des Spiegels der im Boden vorhandenen Flüssigkeit ändern.